# Aleksander VI
Aleksander VI, łac. Alexander VI, hiszp. Rodrigo de Borja y Borja, wł. Rodrigo Borgia (ur. 1 stycznia 1431 w Xativie, zm. 18 sierpnia 1503 w Rzymie) – papież w okresie od 11 sierpnia 1492 do 18 sierpnia 1503.

## Życiorys

### Wczesne życie
Był synem Jofré de Borji y Escrivà i Isabel de Borji i siostrzeńcem papieża Kaliksta III (Alfonsa de Borja). Ukończył studia prawnicze w Bolonii. W latach 40. XV wieku otrzymał liczne beneficja, m.in. w Xativie (1444), Walencji (1445), Barcelonie czy Segorbe (1448). Wuj w 1456 mianował go legatem w Marchii Ankońskiej, następnie (w 1457) – wicekanclerzem Kościoła rzymskiego i wodzem wojsk papieskich. W tym samym roku, 20 lutego został mianowany kardynałem diakonem. 17 września otrzymał diakonię San Nicola in Carcere W 1468 Rodrigo Borgia przyjął święcenia kapłańskie. Otrzymał także liczne biskupstwa, m.in. biskupstwo Walencji. Jako urzędnik wyróżnił się dużą sprawnością, przeprowadził reformę kancelarii papieskiej, której poświęcił pismo Glossa in regulas Cancellariae. Od około 1467 żył w konkubinacie z Vanozzą Cattanei. Kochanka urodziła mu kilkoro dzieci – m.in. Cezara, Juana, Lukrecję i Joffrego. Miał również innych potomków z nieznanymi bliżej kobietami oraz z Giulią Farnese.

### Wybór na papieża
Po śmierci Innocentego VIII, na konklawe w 1492 zebrało się 23 kardynałów, z których faworytami byli Rodrigo Borgia i Giuliano della Rovere. Obaj kandydaci jawnie uciekali się do łapownictwa, by zasiąść na Tronie Piotrowym. Francuski król Karol VIII Walezjusz, forsując kandydaturę kardynała della Rovere, zdeponował 200 tys. dukatów w banku rzymskim i kolejne 100 tys. w Genui. Dzięki swojej przebiegłości, Rodrigo Borgia zdołał przekupić część kardynałów, m.in.: Colonnę, Orsiniego, Savellego, Sclafenatiego i Michiela, nadając im liczne beneficja. Ponadto kardynał Ascanio Sforza otrzymał od przyszłego Aleksandra VI okazały zamek i tytuł wicekanclerza Kościoła rzymskiego. Działania te zaowocowały elekcją 11 sierpnia 1492.

### Pontyfikat
Główną sferą działań większości papieży renesansu było wzmocnienie świeckiej władzy papieży i Państwa Kościelnego, walka o duchową i polityczną niezależność papiestwa i Kościoła od potęg świeckich oraz odnowa administracyjnych struktur kościelnych. Aleksander VI m.in. dzięki nadaniu licznych beneficjów opanował istniejącą w Państwie Kościelnym samowolę lokalnych możnowładców i całkowicie zreorganizował jego administrację. Ta typowa dla renesansowych władców polityka centralizacji państwa wzbudziła opór lokalnych notabli, którzy zwrócili się o pomoc przeciw Aleksandrowi do wrogiej Kościołowi Francji – królowie tego państwa, zwłaszcza w czasach niedawnej niewoli awiniońskiej, od dawna dążyli do podporządkowania sobie papiestwa i spraw kościelnych (gallikanizm). Celom tym służyły także nadane jego dzieciom beneficja. W 1492 Cezar Borgia został biskupem Walencji. Rok później ojciec kreował go kardynałem, wraz z Alessandrem Farnese. Papież zabiegał także o wzmacniające jego wpływy we Włoszech małżeństwa swoich dzieci (zwłaszcza Lukrecji) z najpotężniejszymi rodami Włoch i Hiszpanii. Częściowo zostało to przerwane w 1497 śmiercią drugiego syna, Juana, który został prawdopodobnie zamordowany przez swego brata Cezara. Wydarzenie to wstrząsnęło Aleksandrem VI – 16 czerwca zwołał on specjalny konsystorz, na którym publicznie wyznał swoje grzechy, zapowiedział wielką reformę całego Kościoła, powołał w tym celu komisję kardynalską i rozpoczął przygotowania do soboru. Plan reformy stanowił zapowiedź Soboru Laterańskiego V i późniejszego Soboru Trydenckiego, zamierzenia papieża nie zostały jednak zrealizowane, gdyż pod wpływem syna Cezara wkrótce powrócił on do dawnego trybu życia.
W sprawach polityki wewnętrznej Borgia poparł króla Neapolu Ferrante w sporze z francuskim władcą Karolem VIII po tym, jak syn papieża, Joffre, zawarł małżeństwo z wnuczką Ferdynanda. Następnie, po śmierci króla Ferrante, Aleksander poparł jego syna Alfonsa II i koronował go. Karol Walezjusz wsparty przez kardynała Giuliana della Rovere najechał Włochy, zdobył Neapol i zagroził zwołaniem soboru. Papież początkowo zwrócił się z prośbą o pomoc do sułtana Bajazyta II, a następnie do Ligi Świętej, z pomocą której udało mu się wyprzeć Karola VIII z Włoch w 1493, a cztery lata później koronować na króla Neapolu Fryderyka Aragońskiego. W tym czasie zwolnił swego syna, Cezara, z godności kardynalskiej i uczynił go legatem w Neapolu, a potem we Francji. Na prośbę nowego króla francuskiego Ludwika XII unieważnił jego małżeństwo, a także podzielił królestwo Neapolu pomiędzy Francję i Hiszpanię, co przyczyniło się do znacznego ocieplenia relacji z Francją.
W 1493 zrodził się konflikt pomiędzy Hiszpanią i Portugalią dotyczący eksploracji Nowego Świata. Papież, by rozwiązać ten spór, wyznaczył linię demarkacyjną. Przebiegała ona 100 mil na zachód od Wysp Azorskich, jednak została zmieniona podczas traktatu w Tordesillas (7 czerwca 1494), ponieważ początkowa wersja znacznie faworyzowała Hiszpanów.
W czasie pontyfikatu Aleksandra VI miał miejsce ostry spór pomiędzy papieżem a zakonnikiem Girolamo Savonarolą. Konflikt rozpoczął się spokojnym dialogiem w 1495, a zakończył się ekskomuniką mnicha w 1498. Savonarola był przesłuchiwany, torturowany, a ostatecznie został skazany na śmierć przez powieszenie, a jego ciało spalono na stosie.
Rządy Aleksandra VI to fala licznych skandali, ekscesów i oznak zepsucia moralnego w najwyższych władzach Kościoła rzymskiego. Do historii przeszedł tzw. „Bankiet Kasztanów”, znany także jako „Balet Kasztanów”, którym określa się kolację wydaną przez Cezara Borgię 30 października 1501. Johann Burchard, mistrz ceremonii kilku papieży w latach 1483–1503, opisał przebieg imprezy w swojej kronice Liber Notarum, gdzie Cezar i Lukrecja spędzili czas w towarzystwie ok. 50 kurtyzan i prostytutek.

### Życie prywatne

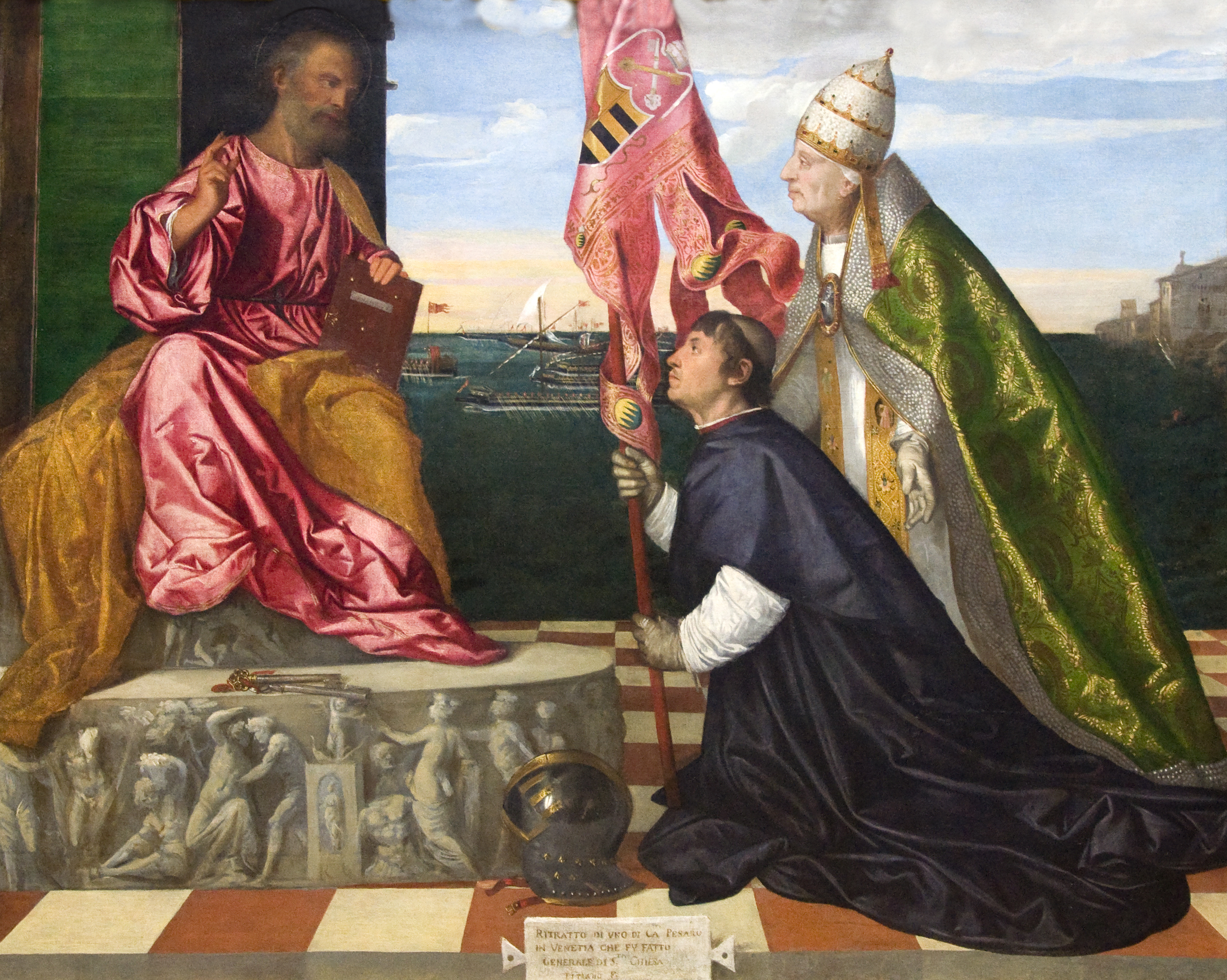
Papież Aleksander VI na obrazie Tycjana

Desiderando nui, 1499

Z Vanozzą Cattanei miał pięcioro dzieci:
- Juana, Cezara, Lukrecję, Joffre i Pedro Luisa[a].

Z nieznanymi kobietami miał:
- Isabellę i Girolamę oraz Rodriga[9].

Z Giulią Farnese miał córkę:
- Laurę.

Sporne jest pochodzenie urodzonego w 1498 Giovanniego Borgii. Aleksander VI 1 sierpnia 1501 wydał dwie sprzeczne ze sobą bulle, z których pierwsza podawała, że ojcem Giovanniego jest Cezar Borgia, a druga, że sam Aleksander VI. Pojawiały się nawet teorie, że Giovanni jest owocem kazirodczego związku Lukrecji z Aleksandrem VI. Obecnie pewną popularnością wśród badaczy cieszy się hipoteza, że był on nieślubnym synem Lukrecji Borgii i służącego Pedro Calderona, z którym Lukrecja nawiązała romans ok. 1498, a bulle z 1 sierpnia 1501 miały ukryć fakt, że jego ojciec był człowiekiem z niższych warstw społecznych.
Był pradziadkiem Anny d’Este.

### Śmierć

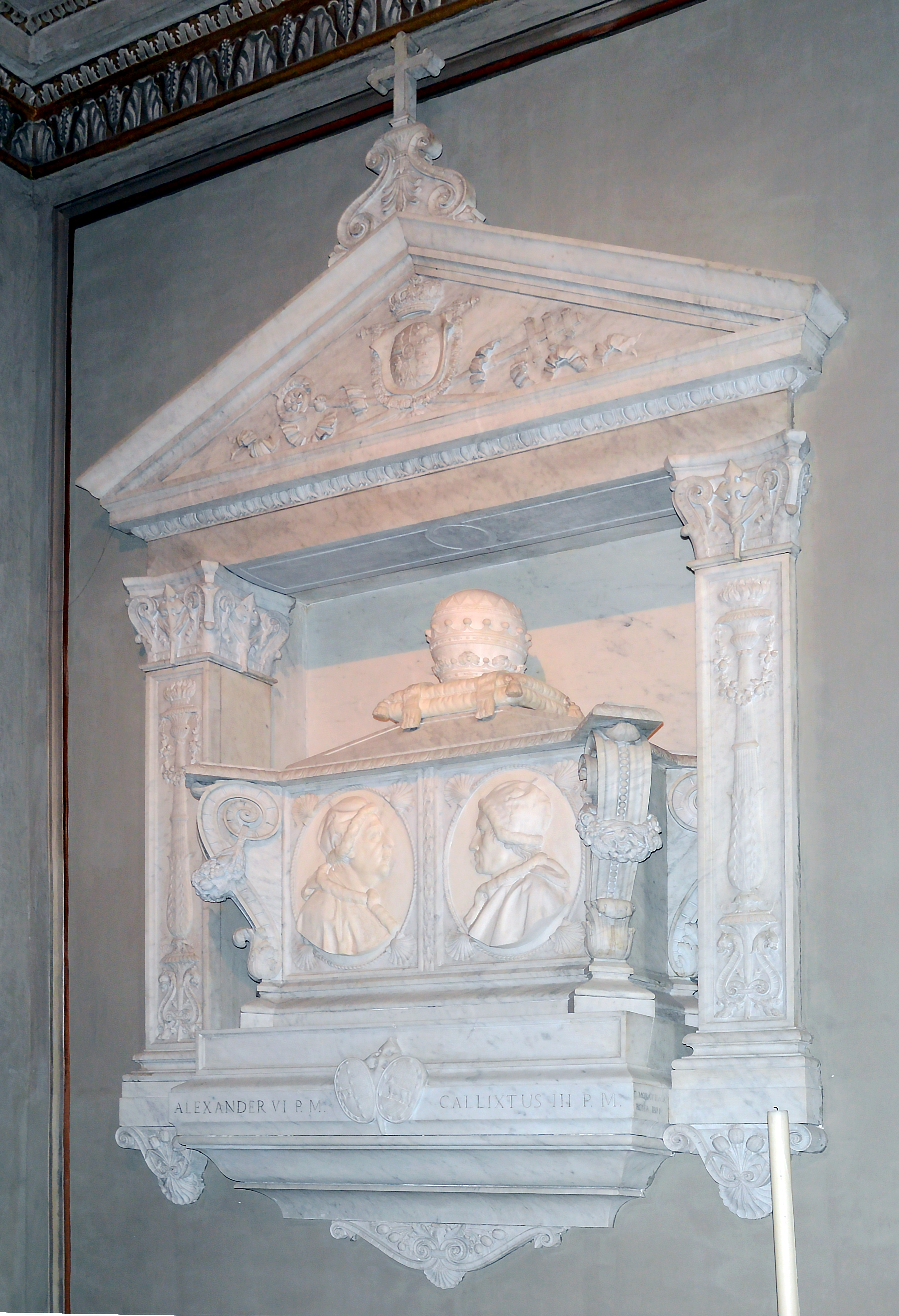
Grób Aleksandra VI w Chiesa di Santa Maria in Monserrato degli Spagnoli

Po powrocie z podróży 12 sierpnia 1503 Aleksander VI i jego syn Cezar zachorowali. Przez kilka dni obaj cierpieli z powodu nawracającej wysokiej gorączki z wymiotami. Podczas, gdy 18 sierpnia Cezar Borgia był już niemal zdrowy, jego ojciec zmarł. Papieski lekarz Scipio stwierdził, że śmierć nastąpiła na skutek ataku apopleksji. Zdaniem niektórych współczesnych mu historyków, takich jak Raffaello Maffei, Francesco Guicciardini czy Pietro Bembo, zarówno papież, jak i jego syn, nie zmarli z przyczyn naturalnych. Mieli oni zamiar otruć bogatego kardynała Adriano Castello i omyłkowo wypili zatrute wino. Teoria ta ma jednak sporo mankamentów i wątpliwości, a co za tym idzie, jako nieprawdopodobna i nieprawdziwa, jest odrzucana przez większość badaczy historii papiestwa.

## Ocena

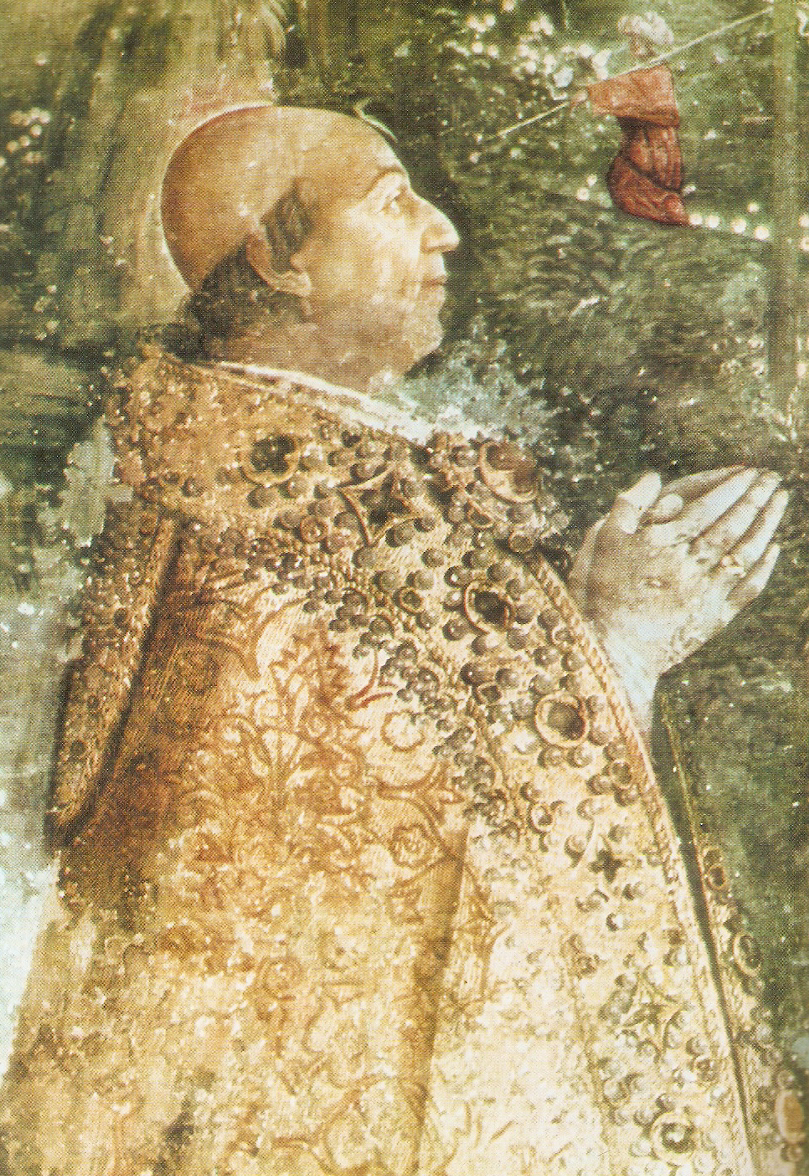
Fresk Pinturicchiego, przedstawiający Aleksandra VI

Okazał się dobrym dyplomatą i politykiem. Prowadził jednak bardzo rozwiązłe życie (przeciwnicy polityczni zarzucali mu nawet uczestnictwo w publicznych orgiach wraz z własną córką) i dbał nadmiernie o swoją rodzinę. Wszystkie swoje dzieci obsadził na wysokich stanowiskach w Państwie Kościelnym i zapewnił im dobrobyt. Zarzucano mu nadmierny przepych dworu papieskiego, symonię, nikolaizm i nepotyzm.
Oceny pontyfikatu Aleksandra VI bywają skrajne – często uznaje się go za jednego z najgorszych papieży. Powstała też specyficzna czarna legenda Aleksandra VI i jego dzieci. Wiele faktów historycznych wciąż budzi spory – do złagodzenia opinii historyków o Aleksandrze VI, który szczególnie surowo oceniany był przez XIX-wieczną historiografię protestancką, przyczyniło się też odkrycie wielu nowych dokumentów historycznych. Istnieją jednak wśród historyków także tendencje do oczyszczania Aleksandra VI z wielu stawianych mu zarzutów oraz uwypuklania pozytywnych aspektów jego działalności.
Wśród historyków XX-wiecznych bardzo negatywnie ocenia Aleksandra VI Ludwig von Pastor. Twierdził on, że panowanie Aleksandra VI było tragedią dla Kościoła, jego rządy charakteryzowała buta, jawna rozwiązłość w życiu prywatnym i nepotyzm. Nawet śmierć ukochanego syna, Juana, nie spowodowała przemiany moralnej papieża, który wkrótce potem powrócił do niemoralnego życia. Pastor zwrócił jednak uwagę, że nawet najzacieklejsi wrogowie Borgii nie mogli mu nic zarzucić w sprawach czysto kościelnych. Ogólnie jednak ocenił, że rządy Aleksandra zdyskredytowały autorytet papiestwa i były nieszczęściem dla Kościoła. Polemikę z Pastorem podjął belgijski badacz Peter De Roo, który po długoletniej kwerendzie we włoskich i zagranicznych archiwach, opierając się przy tym na literaturze przedmiotu obejmującej kilkaset pozycji, wydał pięciotomową pracę Material for a History of Pope Alexander VI, his relatives and his time.
Nieco łagodniej od Pastora wypowiadał się niemiecki historyk, Ferdinand Gregorovius. Twierdził, że charakter człowieka zależy od okoliczności i czasów, w jakich się znajduje, a Aleksander VI jest postrzegany w „niewłaściwych proporcjach”. Nie uważał go bowiem za człowieka złego, a jedynie człowieka pozbawionego religijności. Zaznaczał, że papież nie był wybitnym umysłem i dążył do ustanowienia teokracji, a do wykonywania władzy miały zostać powołane jego dzieci. Według Gregoroviusa, Borgia nigdy nie sprawował rzeczywistej władzy, nie wykazał zdecydowania ani śmiałości w działaniu, a jedynie dostosowywał się do okoliczności.
Zdecydowanie dalej w swojej krytyce posunął się szwajcarski teolog protestancki i historyk chrześcijaństwa Philip Schaff. Uważał on, że pontyfikat Aleksandra VI był zaprzeczeniem słów Jezusa skierowanych do św. Piotra o charakterze instytucji papiestwa. Twierdził, że Borgia był „potworem” gorszym od papieży okresu pornokracji oraz papieży oskarżanych o herezję. Odnosząc się do rozważań Pastora, Schaff uznał, że Aleksander dał przykład najwyższej deprawacji.

## Mecenat artystyczny
Pomimo że Aleksander VI nie był takim mecenasem sztuki jak Sykstus IV, to chętnie korzystał z usług znanych artystów przy planach budowy kościołów. W kwestiach budowlanych Aleksander VI skupił swoją uwagę na Zatybrzu i tzw. „mieście Leona”, które zostały zmodernizowane. Odrestaurował ulicę Via Alessandrina i Zamek Świętego Anioła, a do jego udekorowania (a także do prywatnych apartamentów Borgiów) zatrudnił malarza Pinturicchiego. Ufortyfikował więzienie Torre di Nona i zrealizował plany architektoniczne Mikołaja V. Nakłonił Michała Anioła do przebudowy bazyliki św. Piotra. Przebudował swój dawny kościół tytularny S. Nicola in Carcere oraz SS. Apostoli; odnowił dach w kościele S. Maria Maggiore, a także umocnił mury miejskie. Ponadto wydał 9000 dukatów na odbudowy zamków w Subiaco, Civita Castellana, Tivoli, Nepi czy Osimo. Prace związane z freskami papież zlecał Rafaelowi Santiemu, natomiast do prac architektonicznych zatrudniany był Donato Bramante.

## W kulturze masowej
- Życie papieża Aleksandra VI i jego rodziny wykorzystał Mario Puzo w swojej książce Rodzina Borgiów, gdzie ukazał rodzinę jako pierwszą włoską mafię, duchowych przodków klanu Corleone, niecofających się przed niczym, ale dbających o swoich krewnych[17].
- Rodrigo Borgia występuje w grach komputerowych Assassin’s Creed II[18] oraz Assassin’s Creed: Brotherhood jako jeden z głównych celów Ezia Auditorego da Firenze, bractwa asasynów[19].
- W serialu telewizyjnym Rodzina Borgiów, opowiadającym o pontyfikacie Aleksandra VI, w jego postać wcielił się Jeremy Irons[20], a w serialu Prawdziwa historia rodu Borgiów – John Doman.
- Aleksander VI jest także bohaterem filmu Konklawe[21] oraz komiksu Borgia. Krew dla papieża[22].
- Rodzina Borgiów jest także częścią fabuły książek Olivera Bowdena Assassin’s Creed: Renesans i Assassin’s Creed: Bractwo.